# Svobodný hlas
Svobodný hlas jsou noviny, které začaly v okrese Louny vycházet již v srpnu roku 1991. Byly tak nejstarším soukromým periodikem v lounském okresu, který zahrnoval Lounsko, Postoloprtsko, Žatecko a Podbořansko. Tento týdeník vycházel pravidelně každou středu až do roku 2016.

## Vznik novin
Regionální týdeník Svobodný hlas začal vycházet v srpnu 1991. Noviny vycházely každou středu zpravidla v rozsahu osmi stran v kombinaci černé a modré barvy. Svobodný hlas vyšel poprvé 30. srpna 1991.

### Příběh vzniku
Svobodný hlas vyšel poprvé 30. srpna 1991. Byl tak nejen nejstarším soukromým týdeníkem regionálního významu v lounském okresu, ale v celých severních Čechách, a jedním z prvních v České republice vůbec. Poté, co se Okresní úřad v Lounech vydávání původního týdeníku Hlas v létě 1991 vzdal, soukromý týdeník Svobodný hlas vyplnil prázdné místo na trhu. Přestože o noviny měla značný zájem vydavatelská skupina Vltava Labe Press, nabízející odstupné v řádu statisíců, vydavatelka uhájila svůj zájem vydávat české noviny, za kterými zahraniční kapitál nestojí.

## Vydavatel a redakce
Vlastníkem povolení k vydávání Svobodného hlasu bylo Vydavatelství Svobodný hlas, spol. s r.o. . Redakce novin sídlila až do roku 2016 v České ulici v Lounech.

### Redakce
Zakladatelkou novin byla Ing. Květa Tošnerová. V novinách působila jako šéfredaktorka. Redaktorem sportovní části novin byl Ing. Jaroslav Tošner. Redakci doplňovala také přibližně skupina deseti pravidelných dopisovatelů.

Květa Tošnerová byla v roce 2020 nominována na osobnost roku města Louny.

## Zánik novin
Ke dni 31. prosince 2016 bylo po 25 letech ukončeno vydávání týdeníku Svobodný hlas. 

### Speciál ke 100 letům republiky
Ačkoliv vydávání novin skončilo v roce 2016, o dva roky později se v Lounech objevilo ještě jedno (zatím úplně poslední číslo). Tento speciální výtisk, který vyšel v říjnu roku 2018, se věnoval oslavám 100 let republiky. K dostání byl zdarma po celých Lounech.